# 헬리카온
헬리카온(Helicaon)은 그리스 신화에 나오는 안테노르의 아들이다. 어머니는 키세오스의 딸 테아노이며, 아르켈로코스, 아카마스, 글라우코스, 라오도코스, 폴리보스, 아게노르, 이피다마스, 라오다마스, 에우리마코스 등의 형제이다. 트로이 왕 프리아모스의 딸들 가운데 가장 아름다운 라오디케와 결혼하였는데, 라오디케는 그리스군의 사절로서 헬레네의 반환을 요구하러 트로이에 온 테세우스의 아들 아카마스와 정을 통하여 아들 무니토스를 낳았다.